# Giorgio Gusmini
Giorgio Gusmini (Gazzaniga, 9 de dezembro de 1855 - Bolonha, 24 de agosto de 1921) foi Arcebispo de Bolonha .

## Biografia
Nasceu em Gazzaniga em 9 de dezembro de 1855. Filho de Santo Gusmini e Maddalena Cagnoni; o pai morreu quando Giorgio tinha cinco anos.
Estudou no Seminário de Bérgamo, de 4 de novembro de 1869-1875 (estudos de ginásio e liceu); depois, enviado a Roma, residiu no Collegio Cersaoli; estudou no Pontifício Ateneu Romano "S. Apollinare", desde abril de 1875 (filosofia e teologia; doutorou-se em teologia em 7 de julho de 1878); finalmente, frequentou a Universidade Real de Pádua, onde obteve o doutorado em letras finas , em 1882.
Ordenado em 8 de setembro de 1878, Roma, por Giulio Lenti, arcebispo titular de Side, vice-gerente de Roma. Professor de letras e filosofia no Seminário de Bérgamo, 1882-1888. Professor de letras, filosofia e história no Collegio San Alessandro, Bergamo, 1888-1890. Pastoral na diocese de Bérgamo, 1878-1880. Estudos adicionais, 1880-1882. Um dos fundadores da Società Cattolica Universitaria , agora FUCI Pastoral em Bergamo, 1888-1910. Conselheiro municipal e presidente do Bureau de Caridade de Bérgamo; conselheiro provincial do distrito de Gandin , 1886-1902. Arcipreste e vigário foraneus em Clusone, 1902. Camareiro particular supra numerum, 16 de dezembro de 1901; renomeado em 20 de outubro de 1903. Reitor da paróquia de S. Alessandro em Colonna, a paróquia mais populosa de Bergamo, 1909. Assistente eclesiástico do conselho diocesano da Ação Católica e membro do conselho administrativo do jornal "L'Eco de Bérgamo". Examinador prossinodal e socius do conselho de vigilância. Publicou várias obras entre elas, "A vida espiritual" em quatro volumes; “A missão social do clero”; "As homilias populares"; e um resumo histórico da literatura italiana e uma versão mais curta do mesmo para escolas secundárias.
Eleito bispo de Foligno em 15 de abril de 1910. Consagrado em 16 de maio de 1910, Bergamo, por Giacomo Maria Radini Tedeschi, bispo de Bergamo, auxiliado por Luigi Spandre, bispo de Asti, e por Antonio Padovani, bispo titular de Canope, auxiliar de Cremona. Seu lema episcopal era Fortiter et Suaviter. Promovido à sé metropolitana de Bolonha, em 8 de setembro de 1914.
Criado cardeal sacerdote no consistório de 6 de dezembro de 1915; recebeu o chapéu vermelho e o título de Santa Susana, 9 de dezembro de 1915.
Morreu em Bolonha em 24 de agosto de 1921, às 7 horas da manhã, após longa doença. O funeral, celebrado pelo cardeal Vittorio Ranuzzi de 'Bianchi, ocorreu em 25 de agosto de 1921, na catedral metropolitana de Bolonha. Vincenzo Bacchi, bispo de Faenza, Paolino Giovanni Tribbioli, OFMCap., bispo de Imola, Gherardo Sante Menegazzi, OFMCap., bispo de Commacchio, e outros prelados também estiveram presentes. Enterrado no cemitério cartuxo de Bolonha. Transferido para a catedral metropolitana de Bolonha, 22 de abril de 1923; no dia seguinte, os seus restos mortais foram sepultados na capela de S. Anna.